# NGC 3653
NGC 3653 (również PGC 34905 lub HCG 51C) – galaktyka eliptyczna (E-S0), znajdująca się w gwiazdozbiorze Lwa. Odkrył ją William Herschel 10 kwietnia 1785 roku. Należy do zwartej grupy galaktyk Hickson 51 (HCG 51).